# PLPP1
PLPP1 (англ. Phospholipid phosphatase 1) – білок, який кодується однойменним геном, розташованим у людей на короткому плечі 5-ї хромосоми. Довжина поліпептидного ланцюга білка становить 284 амінокислот, а молекулярна маса — 32 156.
| 10         |  | 20         |  | 30         |  | 40         |  | 50         |
| ---------- |  | ---------- |  | ---------- |  | ---------- |  | ---------- |
| MFDKTRLPYV |  | ALDVLCVLLA |  | GLPFAILTSR |  | HTPFQRGVFC |  | NDESIKYPYK |
| EDTIPYALLG |  | GIIIPFSIIV |  | IILGETLSVY |  | CNLLHSNSFI |  | RNNYIATIYK |
| AIGTFLFGAA |  | ASQSLTDIAK |  | YSIGRLRPHF |  | LDVCDPDWSK |  | INCSDGYIEY |
| YICRGNAERV |  | KEGRLSFYSG |  | HSSFSMYCML |  | FVALYLQARM |  | KGDWARLLRP |
| TLQFGLVAVS |  | IYVGLSRVSD |  | YKHHWSDVLT |  | GLIQGALVAI |  | LVAVYVSDFF |
| KERTSFKERK |  | EEDSHTTLHE |  | TPTTGNHYPS |  | NHQP       |  |            |

A: Аланін

C: Цистеїн

D: Аспарагінова кислота

E: Глутамінова кислота

F: Фенілаланін

G: Гліцин

H: Гістидин

I: Ізолейцин

K: Лізин

L: Лейцин

M: Метіонін

N: Аспарагін

P: Пролін

Q: Глутамін

R: Аргінін

S: Серин

T: Треонін

V: Валін

W: Триптофан

Кодований геном білок за функцією належить до гідролаз. Задіяний у такому біологічному процесі, як альтернативний сплайсинг. Локалізований у клітинній мембрані, мембрані.